# Can Canals (Sant Gervasi)
Can Canals és una masia del barri de Sant Gervasi - la Bonanova de Barcelona, catalogada com a bé cultural d'interès local.

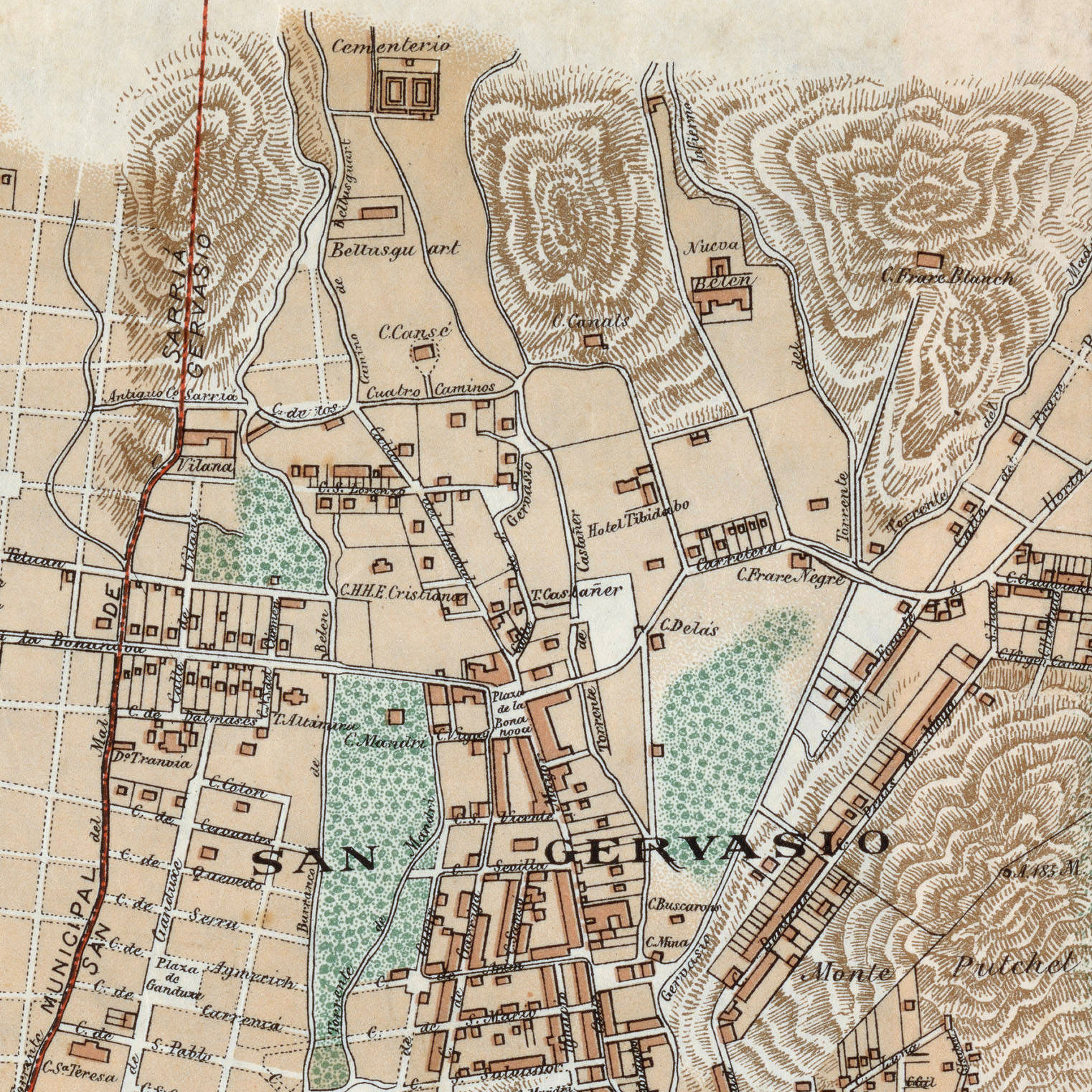
Plànol del 1890, on es pot llegir «Canals»

## Descripció
Situada al costat dels Quatre Camins, on es creuaven els camins que anaven a Sarrià, a Sant Gervasi de Cassoles i a Bellesguard, està envoltada de jardí i té la data 1860 a la reixa d'entrada. Probablement, l'edifici original era de planta quadrada, amb pati central i coberta a quatre vessants, però posteriorment es va transformar en l'actual planta en «L», si bé el soterrani continua essent quadrat. El parament és de maçoneria, amb tortugada sota el ràfec, i només és estucat a les cares interiors de la «L». En un dels angles hi ha una garita de vigilància.